# Pselaphelia oremansi
Pselaphelia oremansi is een vlinder uit de onderfamilie Saturniinae van de familie nachtpauwogen (Saturniidae). De wetenschappelijke naam van de soort is voor het eerst geldig gepubliceerd door Philippe Darge in 2008.

## Type
- holotype: "male. 6-XI-2007. leg. Ph. Oremans. Genitalia Ph. Darge SA T 723. Barcoding PD-BC 237"
- instituut: Collectie Philippe Oremans in Frankrijk
- typelocatie:" République Démocratique du Congo, Province de l'Equateur, Lukolela, Bobeta"